# Deutsche Organisation für Mosaikkunst
Die Deutsche Organisation für Mosaikkunst e.V. (DOMO) ist ein gemeinnütziger Verein, der sich die Erhaltung, Förderung und Verbreitung der Mosaikkunst zum Ziel setzt. Zudem soll diese als gleichberechtigte Form künstlerischen Ausdrucks in das öffentliche Bewusstsein treten.
Die Gesellschaft wurde im März 2008 in Wiesbaden gegründet. Damit wurde in Deutschland nachgeholt, was in etlichen anderen Ländern schon zuvor vollzogen war: die Formierung der Mosaikschaffenden in einer Organisation.
Bis Mitte 2017 wuchs die Anzahl der Mitglieder auf über 160. Während der Gründungsphase zeigte es sich, dass Menschen, die in unterschiedlichem Verhältnis zur Mosaikkunst stehen, in der DOMO zusammenkommen. Die DOMO bietet ebenso Platz für renommierte Betriebe des Kunsthandwerks wie für bildende Künstler, für die das Mosaik wiederum vielleicht nur eine ihrer möglichen Ausdrucksformen ist. Unter den Mitgliedern finden sich aber auch kommerzielle Vertreiber von Mosaikmaterialien, zahlreiche Anbieter von Mosaikworkshops und schließlich reine Liebhaber des Mosaiks.

## Symposien für Mosaikkunst
Die Deutsche Organisation für Mosaikkunst führte vom 8. bis 14. Oktober 2012 das 1. Mosaik-Symposium mit dem Titel „Mosaik – Reich der Farben und des Lichts“ in Linz am Rhein durch. Es war die erste Veranstaltung dieser Art in Deutschland. Der Verein arbeitete dabei eng mit der Stadt Linz zusammen, die das Projekt unterstützt.
Vom 10. bis 20. August 2017 fand das 2. Mosaiksymposium „Die Teile und das Ganze“ der Domo e.V. in Pfaffenhofen an der Ilm statt. In diesem Rahmen wurde auch die von der Domo e.V. ausgeschriebene europäische Ausstellung „Fragment“ eröffnet.